# Verrucaria praetermissa
Verrucaria praetermissa är en lavart som först beskrevs av Vittore Benedetto Antonio Trevisan de Saint-Léon, och fick sitt nu gällande namn av Anzi. Verrucaria praetermissa ingår i släktet Verrucaria och familjen Verrucariaceae.  Arten är reproducerande i Sverige. Inga underarter finns listade i Catalogue of Life.